# Sun Princess
Le Sun Princess est un navire de croisière appartenant à la société Princess Cruises. Il est le premier navire de la classe Sun.
Il a été construit au chantier de Fincantieri à Monfalcone en Italie.